# Carnosina
La carnosina è un dipeptide ottenuto dalla reazione di condensazione tra β-alanina e L-istidina. Nel corpo si trova in grande quantità nei muscoli e nel cervello; è stato dimostrato avere proprietà antiossidanti e anti-invecchiamento. Come ogni composto di natura proteica è termolabile, la temperatura di 253 °C corrisponde alla temperatura di decomposizione della molecola.

## Sintesi
La sintesi del legame peptidico tra i due aminoacidi è catalizzata dalla carnosina sintasi, enzima della classe delle ligasi che utilizza ATP: 
ATP + L-istidina + β-alanina → AMP + pirofosfato + carnosina
il pirofosfato sarà in seguito idrolizzato in due molecole di ortofosfato dalla pirofosfatasi inorganica.